# Honestiores y humiliores
Honestiores y humiliores eran los nombres de las distintas divisiones sociales fundamentales en la Antigüedad Tardía, tanto en el Bajo Imperio romano (sobre todo en su parte occidental) como en los reinos germánicos, especialmente en el reino visigodo, donde estas condiciones definían la posición social de las personas libres que no ostentaban ningún cargo (véase maiores visigodos).
El origen de esta división social, que ignoraba la tradicional diferenciación entre patricios y plebeyos, y la dignidad esencial del hombre libre no sometido a la esclavitud, se produce posteriormente al siglo II. Los humiliores, a pesar de su condición de ciudadano romano, podían ser objeto de tortura, método de interrogatorio o pena antes limitada a los esclavos. Incluso los honestiores podían ser objeto de tortura si eran acusados o testigos en algunos casos, como los de traición.

## Honestiores
Etimológicamente significa los más honestos, los más honrados. El concepto de honor u honra es una pieza fundamental para la justificación ideológica del predominio de la nobleza como estamento privilegiado durante la Edad Media y el Antiguo Régimen.
Entre los honestiores estaban los senadores y magnates o potentes y los consors, es decir, los ricos terratenientes romanos y godos. Dentro de los senadores aún podemos encontrar diversos títulos, desde el más antiguo e importante de patricio hasta el más humilde de curiales.
Los obispos se asimilaban a los honestiores.

## Clase intermedia
Entre los honestiores y los humiliores existía una clase intermedia, poseedora de cierta fortuna, formada por comerciantes y medianos propietarios, algunos de ellos de rango curial, que no parecen haber constituido una clase propia: los más ricos estaban en la parte más baja de los honestiores y los más pobres en la más alta de los humiliores. A ellos parecen asimilarse los sacerdotes y los diáconos.

## Humiliores
Etimológicamente significa los más humildes, los más pobres. El humilior es el que se encuentra rebajado en tierra (ad humum). Humillarse es rebajarse porque se supone que la tierra es lo más bajo (infima) que hay en el mundo.
La población libre, campesinos, jornaleros, artesanos, pobres y sin tierras, así como el clero inferior, constituían la categoría de los humiliores (o inferiores). Por encima estaban los honestiores y por debajo sólo estaban los esclavos: el idoneus o doméstico y el vilior o rústico.